# Gildella
Gildella (лат.) — род богомолов из семейства Haaniidae (ранее в Tarachodidae). Известен из Юго-Восточной Азии: остров Калимантан (Индонезия). Род был впервые выделен в 1915 году итальянским энтомологом Эрманно Джильо-Тосом под названием Gilda Giglio-Tos, 1915, но оно оказалось занято ранее описанным полужесткокрылым насекомым с тем же именем (praeocc. Walker 1868 in Hemiptera) и заменено на Gildella, типовой вид Gildella suavis Giglio-Tos, 1915.
От близких групп род отличается следующими признаками: косые жилки дисковидной области надкрылий сильно изогнуты и почти поперечные (у сходного рода Caliris они не сильно изогнуты), первый дискоидальный шип расположен позади второго, внутренние апикальные доли тазиков передней пары ног расходящиеся.